# Sara Algotsson-Ostholt
Sara Algotsson-Ostholt, geborene Sara Algotsson (* 8. Dezember 1974 in Kalmar, Kalmar län) ist eine schwedische Vielseitigkeitsreiterin, die seit 2008 in Deutschland lebt.

## Werdegang
Sara Algotsson-Ostholt war erstmals 1999 Teil der schwedischen Mannschaft bei einem internationalen Championat. Sie nahm bisher an drei Olympischen Spielen teil (2004, 2012 und 2016). Herausragender Erfolge ihrer Karriere war der Gewinn der Einzel-Silbermedaille mit Wega bei den Olympischen Spielen 2012.
Während der Eröffnungsfeier der Olympischen Sommerspiele 2020 war sie, gemeinsam mit dem Segler Max Salminen, die Fahnenträgerin ihrer Nation.

## Privates
Algotsson-Ostholt stammt aus einer Reiterfamilie. Ihre Schwester Linda ist ebenfalls eine erfolgreiche Vielseitigkeitsreiterin.
Sie ist mit dem deutschen Vielseitigkeitsreiter Frank Ostholt verheiratet und hat mit ihm eine Tochter.

## Pferde (Auszug)
aktuelle:
- Reality 39 (* 2004, früherer Name: Mrs Medicott), dunkelbraune Hannoveraner Stute, Vater: Rabino, Muttervater: Prince Thatch xx[3]

ehemalige Turnierpferde:
- Robin des Bois (* 1989), brauner Wallach, Vater: Robin Z, Muttervater: Prince Pair
- Wega (* 2001), Schimmelstute, Vater: Irco Mena, Muttervater: Labrador, Besitzer: Margareta Algotsson; im Mai 2016 verletzungsbedingt aus dem Sport verabschiedet[4]
- Sollozzo (* 2002), Schwedischer Fuchswallach, Vater: Cortus, Muttervater: Ceylon[5]
- Lancelot 359 (* 2005), Schimmel, Schwedisches Warmblut, Vater: Camaro M, Muttervater: Landlord[6]

## Erfolge

### Championate und Weltcup
- Olympische Spiele
  - 2004, Athen: mit Robin des Bois 9. Platz mit der Mannschaft und 34. Platz im Einzel
  - 2012, London: mit Wega 4. Platz mit der Mannschaft und 2. Platz im Einzel
  - 2016, Rio de Janeiro: mit Reality 11. Platz mit der Mannschaft und 36. Platz im Einzel

- Europameisterschaften:
  - 2011, Luhmühlen: mit Wega 4. Platz mit der Mannschaft und 12. Platz im Einzel
  - 2013, Malmö: mit Reality 2. Platz mit der Mannschaft und 14. Platz im Einzel
  - 2015, Blair Castle: mit Reality 5. Platz mit der Mannschaft und 23. Platz im Einzel
  - 2017, Strzegom: mit Reality 3. Platz mit der Mannschaft und 9. Platz im Einzel[7]

- Weltcupfinale:
  - 2004, Pau: 13. Platz mit Robin des Bois
  - 2003, Pau: 7. Platz mit Robin des Bois

- Weltmeisterschaften der jungen Vielseitigkeitspferde:
  - 2011, Le Lion d’Angers: mit Lancelot 5. Platz der sechsjährigen Pferde
  - 2011, Le Lion d’Angers: mit Mrs Medicott 24. Platz der siebenjährigen Pferde
  - 2010, Le Lion d’Angers: mit Mrs Medicott 1. Platz der sechsjährigen Pferde
  - 2008, Le Lion d’Angers: mit Sollozzo 4. Platz der sechsjährigen Pferde
  - 2008, Le Lion d’Angers: mit Wega 9. Platz der sechsjährigen Pferde

### Weitere Erfolge (Auswahl)
- 2005: 5. Platz beim CCI 4* Luhmühlen mit Robin des Bois